# マギル＝クイーンズ大学出版局
マギル＝クイーンズ大学出版局（マギルクイーンズだいがくしゅっぱんきょく、McGill–Queen's University Press、MQUP）は、ケベック州モントリオールのマギル大学と、オンタリオ州キングストンのクイーンズ大学による合弁事業。
マギル＝クイーンズ大学出版局は、社会科学と人文科学のほとんどの分野で、新規の査読済み著作を発行している。現在、2,500冊以上の書籍が印刷されている。

## 歴史
マギル＝クイーンズ大学出版局は、1961年にマギル大学が始め、1969年にクイーンズ大学と合併した。